# Athyrmina birthama
Athyrmina birthama là một loài bướm đêm trong họ Noctuidae.